# 小坂井智絵
小坂井 智絵（こさかい ちか、2003年1月22日 - ）は、日本の陸上競技選手、中距離走、長距離走。

## 経歴
千葉県出身。船橋市立御滝中学校で陸上を始めて全国大会出場を果たし、陸上の強豪・私立成田高等学校入学後は同学年の山崎りさらとともに中心選手として全国レベルの活躍をした。卒業後、日本郵便へ入社し、オリンピックや世界選手権代表経験者である鈴木亜由子、関根花観（引退）、鍋島莉奈、廣中璃梨佳が所属している日本郵政グループ女子陸上部に加入した。
御滝中では3年次に全国女子駅伝に初出場し、その後も連続出場を果たしている。さらに、成田高では駅伝やクロスカントリーを中心に全国レベルで活躍し、特にクロスカントリー日本選手権では2年次に優勝し、1年次と3年次にも3位入賞を果たしている。
JP日本郵政グループの同期には土井葉月(須磨学園高卒)、三原梓(立命館宇治高卒)という強力なライバルがおり、互いに競いながら力を伸ばして日本の女子中・長距離界を支えていく存在になることが期待されている。

## 主な記録
| 年     | 大会                       | 種目    | 順位     | 備考       |
| ------ | -------------------------- | ------- | -------- | ---------- |
| 2017年 | ジュニアオリンピック陸上   | 3000m   | 11位     |            |
| 2018年 | 全国女子駅伝               | 8区     | 5位      | 千葉県12位 |
|        | 全国高校駅伝女子           | 2区     | 区間3位  | 成田9位    |
| 2019年 | 全国女子駅伝               | 2区     | 区間7位  | 千葉県5位  |
|        | クロスカントリー日本選手権 | U20 6km | 3位      |            |
|        | 沖縄インターハイ           | 3000m   | 7位      |            |
|        | 茨城国体                   | 3000m   | 8位      |            |
|        | 全国高校駅伝女子           | 5区     | 区間4位  | 成田11位   |
| 2020年 | 全国女子駅伝               | 2区     | 区間11位 | 千葉県11位 |
|        | クロスカントリー日本選手権 | U20 6km | 1位      |            |
|        | 全国高校駅伝女子           | 1区     | 区間8位  | 成田11位   |
| 2021年 | クロスカントリー日本選手権 | U20 6km | 3位      |            |
|        | U20日本選手権              | 3000m   | 9位      |            |
|        | U20日本選手権              | 5000m   | 2位      |            |